# David Breuer
David Breuer (* 6. Januar 1982 in Aachen) ist ein deutscher Handballspieler und -trainer. Er spielte in der 1. und 2. Handball-Bundesliga bei den Traditionsclubs TSV Bayer Dormagen und TuSEM Essen. Beim TV Korschenbroich wurde er zum Bundesliga-Rekordtorschützen (317 Tore in einer Saison; ewiger Rekord in der 2. Handball-Bundesliga). Breuer arbeitet heute als Performance-Coach und gründete sein Unternehmen DBE (David Breuer Erfolgsupdates).
Sein Bruder Simon Breuer ist ebenfalls Handballspieler und -trainer bis zur 2. Bundesliga.

## Spielerkarriere
Breuer begann seine Handballkarriere in seiner Heimatstadt beim BTB Aachen. Dort spielte er insgesamt 15 Jahre und wurde im Jahr 2000 der erste Nationalspieler in der mehr als 50-jährigen Handballgeschichte des BTB, als er mit der A-Jugend Nationalmannschaft die Bronze-Medaille bei den Scandinavian Open Championships in Partille (Schweden) gewann. 2004 schloss Breuer sich dann dem TSV Bayer Dormagen an, für den er drei Jahre in der 2. Bundesliga unter Trainer Kai Wandschneider aktiv war. Von 2007 bis 2011 stand der Linkshänder beim Zweitligisten TV Korschenbroich unter Vertrag. Zunächst unter Chefcoach Olaf Mast, später Khalid Khan. 2008 wurde er mit 254 Treffern Torschützenkönig der 2. Handball-Bundesliga Süd – konnte damit den Abstieg des TVK in die 3. Liga aber leider auch nicht verhindern. 2009 schaffte er mit Korschenbroich allerdings den direkten Wiederaufstieg in die 2. Liga und wurde in der Saison 2009/10 dann mit insgesamt 317 Treffern erneut Torschützenkönig der Südstaffel. Mit dieser Marke hält Breuer auch heute noch (Stand: Saison 2020/2021) den ewigen Rekord als Torjäger in der 2. Handball-Bundesliga.
Im Rekordjahr 2009 wurde Breuer zudem Deutscher Meister im Hochschulhandball mit der WG Köln (Team aus Universität zu Köln und Deutsche Sporthochschule Köln). Mit dem Meisterteam von Trainer Axel Sierau bestritt er 2010 auf Zypern die Uni-Europameisterschaften und wurde dort ins All-Star-Team gewählt (Bester Spieler Rückraum Rechts).
Richard Ratka holte Breuer 2011 für eine Saison zurück nach Dormagen (wo die Profimannschaft zwischenzeitlichen unter dem Vereinsnamen DHC Rheinland aktiv war), bevor er 2012 dann zum Bundesliga-Aufsteiger TUSEM Essen wechselte. In seiner Premieren-Saison in der HBL-der stärksten Liga der Welt schaffte Breuer mit 149 Toren gleich auf Anhieb den Sprung in die TOP25 der Torschützenliste und ließ dabei Handball-Größen wie Marko Vuijn, Alexander Petersson, Pavel Horák, oder auch Bjarte Myrhol hinter sich. Zu Beginn coachte Maik Handschke das Team aus Essen, bevor der spätere Nationaltrainer Christian Prokop übernahm.
2013 verließ er den TUSEM und unterschrieb er einen Zweijahresvertrag beim Zweitliga-Absteiger TuS Ferndorf. Dort feierte er mit dem Team vom späteren Co-Trainer der A-Nationalmannschaft Erik Wudtke erneut den Aufstieg in die 2. Handball-Bundesliga. Ab Sommer 2015 fokussierte sich Breuer dann immer mehr auf die Karriere nach der Karriere und lief zunächst nebenbei noch einmal unter Coach Olaf Mast für die HSG Krefeld auf, ehe er im Laufe der Saison 2017/18 beim Regionalliga-Team der Wölfe Nordrhein als Spieler aushalf, für die er zu diesem Zeitpunkt bereits als Jugendtrainer arbeitete. 
Den finalen Schlusspunkt hinter seiner beeindruckenden Karriere als Spieler setzte Breuer dann bei seinem Jugend- und Heimatverein BTB Aachen, für den er sich in der Saison 2019/2020 für ein paar Spiele nochmal das schwarz-weiße Trikot überstreifte.

## Trainerkarriere
Als Handballtrainer coachte David Breuer die Kreis-Auswahl des HK Köln/Rheinberg zusammen mit dem späteren Jugend- und Damennationaltrainer Alexander Koke. Anschließend coachte er im Trainerteam mit Jörn Ilper und Rainer Jäckel den männlichen Auswahlkader des Jahrgangs 1993 des Handballverband Mittelrhein, mit dem er 2010 die Länderpokal-Endrunde erreichte. Ebenfalls mit Jäckel und mit dem späteren Bundesliga-Coach Jamal Naji übernahm er den 1996er Jahrgang des HV Mittelrhein. Unter den Schützlingen der von Breuer betreuten Auswahlkader waren unter anderem die späteren Bundesligaspieler Dennis Mestrum, Andreas Heyme und Marian Orlowski sowie Europameister Simon Ernst. 
2016 übernahm Breuer beim HC Wölfe Nordrhein aus Duisburg-Rheinhausen einen Jugendtrainer-Posten zusammen mit Burkhard Heesen und wurde mit der A-Jugend dort 2017/18 Nordrheinliga-Meister. Er bestritt 2018 mit den A-Junioren der neu geschaffenen HSG Homberg-Rheinhausen die Qualifikationsrunde zur Bundesliga.

## Performance-Coaching
2018 stellte David Breuer dann seine über Jahre gewachsene Vortrags- und Referententätigkeit auf unternehmerische Füße. Seitdem arbeitet er als Performance-Coach für Athleten, Vereine, Mannschaften, Bildungseinrichtungen und Unternehmen. 2020 launchte er mit DBE (David Breuer Erfolgsupdates) die Webseite Erfolgsupdates.de, auf der er mit Infos, Tipps und Tricks nicht nur einen Teil seines geballten Wissens rund um das Thema „Gewinner-Gewohnheiten“ vorstellt, sondern wo darüber hinaus auch Vorträge, Webinare, Workshops und Einzelcoachings angeboten werden. 